# 瀨高站
瀨高站（日语：／ Setaka eki */?）是位於福岡縣三山市瀨高町下庄，九州旅客鐵道（JR九州）的鹿兒島本線車站。車站編號為JB22。
車站為前・瀨高町代表車站，曾經為佐賀線車站。現時為三山市的代表車站。從前曾經為部分特急「接力燕」停車站，現時日間沒有特急班次（為快速停車站）。

## 歷史
- 1891年（明治24年）4月1日 - 九州鐵道（第一代）開設矢部川站[1]。
- 1907年（明治40年）7月1日 - 九州鐵道（第一代）被國有化，成為帝國鐵道廳車站。
- 1931年（昭和6年）9月24日 - 部分佐賀線開業。
- 1942年（昭和17年）4月1日 - 車站改名為瀨高町站。
- 1956年（昭和31年）4月10日 - 車站改名為瀨高站。
- 1979年（昭和54年）6月 - 車站大樓重建[1]。
- 1987年（昭和62年）
  - 2月6日 - 開設綠色窗口[3]。
  - 3月27日 - 國鐵佐賀線被指定為特定地方交通線，佐賀線廢止。
  - 4月1日 - 伴隨國鐵分割民營化，車站由九州旅客鐵道（JR九州）營運。
- 2009年（平成21年）
  - 2月19日 - 引入自動閘機（日语：自動改札機）。
  - 3月1日 - 此站可以使用IC卡「SUGOCA」[4]。

## 車站構造
車站是一座地面車站，設有1面1線的單式月台和1面2線的島式月台，合共設有2面3線的混合式月台。各月台設有跨線橋連接。現時車站大樓位於路線西邊，於1979年（昭和54年）6月落成，為第三代車站大樓。在2012年3月隨著無障礙工程完成，新設了升降機。現時2號月台停止使用。
此站是由JR九州鐵道營業管理的業務委託車站。車站大樓內設有綠色窗口。

### 月台
| 月台 | 路線       | 上下行 | 方向                   |
| ---- | ---------- | ------ | ---------------------- |
| 1    | 鹿兒島本線 | 上行   | 久留米、鳥栖、博多方向 |
| 3    | 鹿兒島本線 | 下行   | 大牟田、玉名、熊本方向 |

### 站內設施
- 車站諮詢台(三山市觀光協會)
- 警官連絡處
- 站前迴旋路

## 使用狀況
在2018年（平成30年）度，1日平均乘車人次為1,144人，在JR九州車站中排名149。
以下是各年度1日平均乘車人次。
| 年度               | 1日平均 乘車人次 |
| ------------------ | ---------------- |
| 2016年（平成28年） | 1,230            |
| 2017年（平成29年） | 1,228            |
| 2018年（平成30年） | 1,144            |

## 車站周邊
- 國道443號（日语：国道443号）
- 國道443號（日语：国道209号）
- 清水寺（日语：清水寺 (みやま市)）、本坊庭園
- 船小屋溫泉（日语：船小屋温泉）、新船小屋溫泉（日语：新船小屋温泉）
- 女山史蹟森林公園
- 三山市政廳、市立圖書館
- 福岡縣立山門高等學校（日语：福岡県立山門高等学校）
- 瀨高郵局（日语：瀬高郵便局）
- 南筑後農業協同組合（日语：南筑後農業協同組合）總店、瀨高分店
- 矢部川（日语：矢部川）（一級河川）

### 巴士路線
- 堀川巴士（日语：堀川バス）:西鐵柳川站 方向
- 三山市社區巴士「ＪＲ瀨高站」：三山市政廳、道之駅三山、新船小屋、高田、山川 方向

## 相鄰車站
九州旅客鐵道
鹿兒島本線
- 特急「有明」停車站

■快速
筑後船小屋（JB21）－瀨高（JB22）－大牟田（JB27）
■區間快速
筑後船小屋（JB21）－瀨高（JB22）－（部分停南瀨高（JB23））－大牟田（JB27）
■普通
筑後船小屋（JB21）－瀨高（JB22）－南瀨高（JB23）

### 曾經存在的路線
日本國有鉄道
佐賀線
三橋－瀨高

## 注腳
1. 1 2 3 4 5 6 7 8 9 10 11 12  . 週刊朝日百科. 33号 熊本駅・嘉例川駅・大畑駅ほか. 朝日新聞出版. 2013-03-31: 21.
2. 1 2 3  . JR九州鐵道營業.   [2016-10-23]. （原始内容存档于2016-04-12）.
3. ↑  日本經濟新聞1987年2月3日西部晨報 社會版 17頁
4. ↑  . 交通新聞 (交通新聞社). 2009-03-03: 1.
5. ↑   (PDF). 九州旅客鐵道.   [2019-07-24]. （原始内容存档 (PDF)于2019-12-06）.

## 外部連結
- 瀬高（車站資訊） - 九州旅客鐵道